# ترشک شفادهنده
ترشک شفادهنده (نام علمی: Rumex patientia) نام یک گونه از سرده ترشک است.